# Каперзонени (Бергамо)
Каперзонени је насеље у Италији у округу Бергамо, региону Ломбардија.
Према процени из 2011. у насељу је живело 48 становника. Насеље се налази на надморској висини од 507 м.